# Elettra Pollastrini
Elettra Pollastrini, née le 15 juillet 1908 à Rieti (royaume d'Italie) et morte le 2 février 1990 dans la même ville, est une femme politique italienne. Elle est élue membre de l'Assemblée constituante en 1946, ce qui fait d'elle l'une des premières femmes parlementaires de l'histoire italienne.

## Biographie
Elle naît à Rieti en 1908. Sa famille déménage à La Spezia, où elle termine ses études. Opposée au gouvernement fasciste de Benito Mussolini, sa famille s'installe en France dans les années 1920, où elle travaille pour Renault. Dans les années 1930, elle rejoint les Brigades internationales pendant la guerre civile espagnole. De retour en France, elle est incarcérée par les autorités nazies, d'abord au camp de Rieucros, en Lozère. Elle est extradée vers l'Italie en 1941, où elle réside sous surveillance à Rieti. Après avoir rejoint la Résistance et tenté de former une cellule communiste dans la ville, elle est de nouveau arrêtée en 1943. En janvier 1944, elle est transférée au camp de prisonniers d'Aichach en Allemagne.
Elle retourne en Italie à la fin de la Seconde Guerre mondiale et elle est nommée à la Consulta Nazionale par le Parti communiste italien (PCI). Elle est par la suite candidate du PCI aux élections constituantes de 1946 et compte parmi les 21 femmes élues, les premières de l'histoire parlementaire italienne. Elle est élue à la Chambre des députés lors des élections législatives de 1948 et réélue en 1953, siégeant au parlement jusqu'au scrutin de 1958, après quoi elle déménage à Budapest afin de travailler pour Magyar Rádió. Elle retourne ensuite à Rieti, où elle meurt en 1990. Une rue de la ville porte son nom.